# Fitness

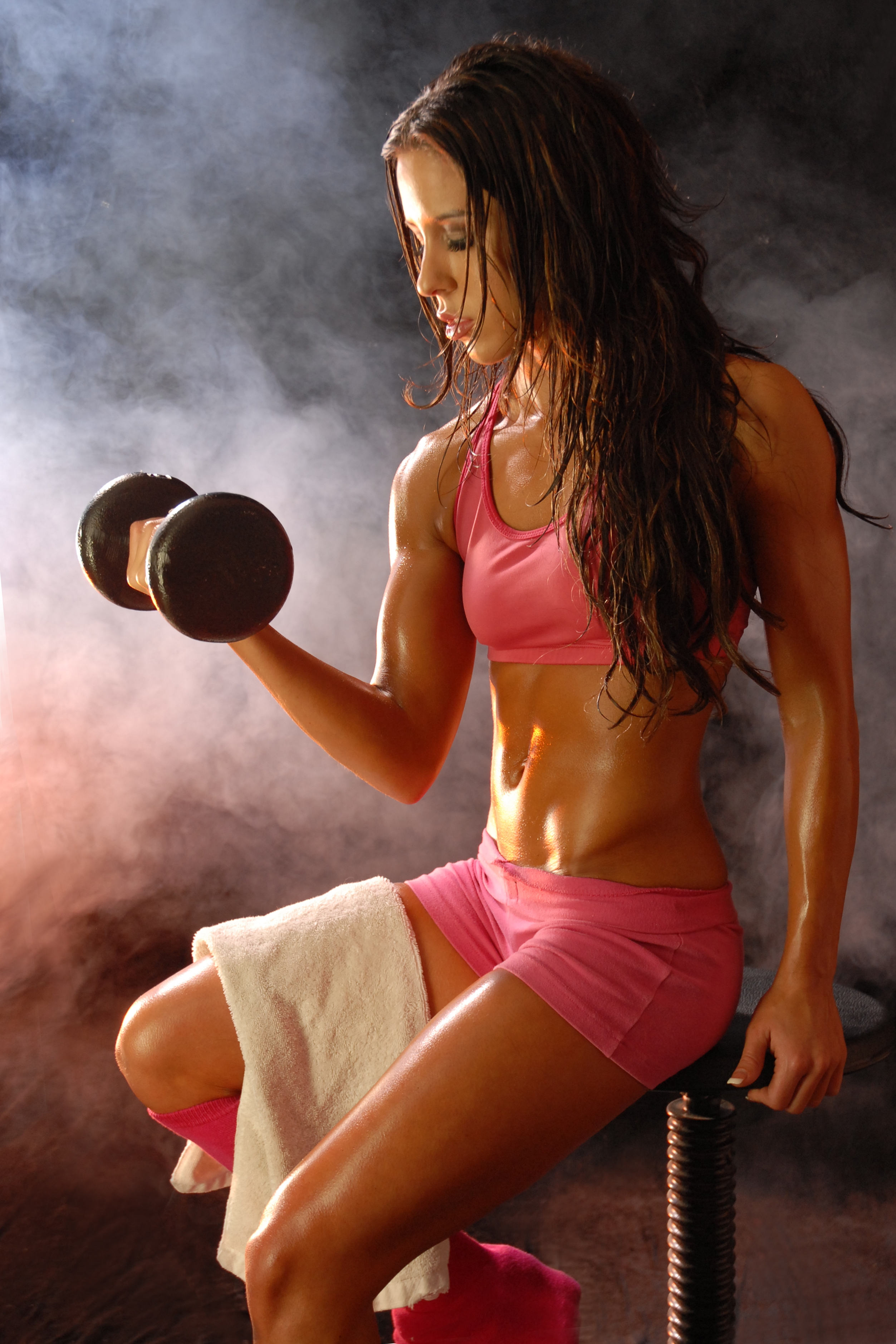
Modelka při fitness s činkou

Jako fitness (výslovnost [ˈfitnes]) se označují sportovní aktivity i celkový životní styl mající za cíl všeobecnou tělesnou kondici, celkovou zdatnost, zlepšení držení těla, zlepšení konceptu postavy apod., při současném působení na upevňování zdraví a rozvoj síly.
Pro fitness cvičení se používají kromě tradičních činek i různé speciální stroje, trenažery apod., které jsou běžně k dispozici ve fitness centrech. Fitness se dá ale provozovat i doma, ať už se stroji, činkami a jinými pomůckami, nebo bez nich. Základním vybavením posilovny by měl být aerobní stroj a místo na zemi pro posilování, strečink a relaxaci.

## Výživa
Ruku v ruce se cvičením a posilováním jde i správná výživa a životospráva. Není správně jíst příliš sladké, slané, tučné či smažené potraviny, stejně jako jíst pilulky na hubnutí nebo na růst svalové hmoty. Anabolické doplňky a přípravky mívají smysl jen pro vrcholové sportovce a i ti je musí používat jen velmi opatrně. Mezi potraviny, které by člověk naopak měl do svého jídelníčku zařadit, patří ovoce, zelenina, luštěniny, ořechy a semínka, celozrnné obiloviny, rýže, ryby, maso. K pití je nejvhodnější voda. Obecně bychom neměli jíst a pít průmyslově zpracované potraviny a nápoje. Důležité je jíst příslušné dávky tuků, sacharidů i bílkovin. Pro růst svalové hmoty se doporučuje upřednostnit bílkoviny, ale přílišný nepoměr v přijímání těchto složek potravy může způsobit zdravotní komplikace, jelikož pro naše tělo jsou nezbytné všechny z nich.

## Průběh a důsledky tréninku
Před sportem by mělo proběhnout krátké rozehřátí například v podobě běhu (klidně i na místě) či jízdy na kole nebo rotopedu. Zvýší se tak tepová frekvence, rozproudí se krev, svaly se rozehřejí a připraví na další fyzickou aktivitu. Rozehřátí se provádí za účelem maximalizace nadcházejícího výkonu a také kvůli snížení rizika zranění.
Po tréninku je dobré se protáhnout. Statické protahování jako první před tréninkem není vhodné, strečink totiž není zahřívací technika. Pokud ho chceme před samotným tréninkem provést, tak rozhodně až po rozehřátí! Před protažením by svaly měly být dobře prohřáté a prokrvené. Rozhodně by nemělo chybět protažení po tréninku. Slovo „strečink“ pochází z anglického stretch [streč], což znamená roztažení, natažení, rozpínání. Svaly protahujeme hned po cvičení, aby nebyly ztuhlé. Při protahování můžeme zajít až na práh bolesti, ale neměli bychom ho překračovat). Intenzitu protahování zvolíme podle toho, zda chceme zvětšit či jen zachovat naši hybnost, pohyblivost. Pravidelně dýcháme (pohyb by měl mít největší rozsah při výdechu).
Samotný „fitness“ trénink by se dal rozdělit na posilování a aerobní nebo tzv. „kardio“ část. Posilování se provádí např. s činkami nebo na posilovacích strojích nebo jen s hmotností vlastního těla a má za důsledek zvýšení množství svalové hmoty a tvarování těla. Aerobní či „kardio“ cvičení může být například běh, jízda na kole nebo rotopedu, aerobní trenažéry ve fitness centru (běhací pás, veslovací trenažér, …), ale i obyčejná chůze. Má to za následek zlepšení kardiovaskulární zdatnosti a spalování tuků a sacharidů.
Cvičení má pozitivní vliv na psychiku i fyzickou zdatnost a kondici člověka. Po pár vteřinách fyzické námahy se zvyšuje srdeční tep, začínají se spalovat sacharidy a tuky, dýcháme zhluboka, takže se svalům dostává více kyslíku. Po hodině stále tělo stále ještě spaluje rychleji, posiluje se imunitní systém. Ještě ten den svaly začnou obnovovat a posilovat, tělo se rychleji zbavuje glukózy z krve, takže se snižuje riziko srdečních chorob i diabetu, po týdnu cvičení se nám už zlepší kondice, máme silnější imunitu, nižší krevní tlak a po několika měsících už máme kromě celkově lepšího zdravotního stavu srdce a plic, zvětšení svalů, sníženého rizika onemocnění některými chorobami také nižší množství tělesného tuku a často i lepší náladu, cítíme se méně ve stresu a obecně psychický stav je lepší.